# Oksana Petroussenko
Oksana Petroussenko (en ukrainien : Оксана Андріївна Петрусенко) née le 1900 à Balakliia dans l'oblast de Kharkiv et morte le 15 juillet 1940 à Kiev, était une cantatrice ukrainienne.

## Biographie

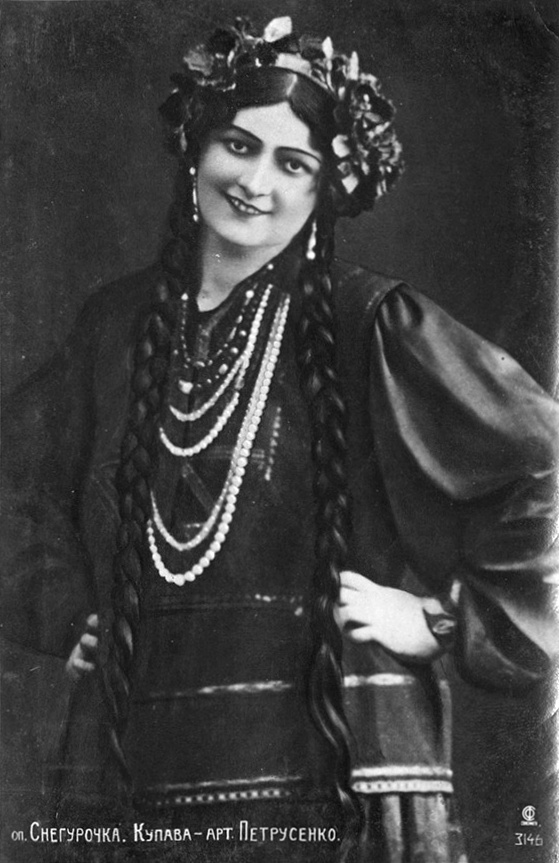
Oksana en 1931.

Elle est surtout connue pour son rôle de Natalka Poltavka de Mykola Lyssenko. Ainsi que pour son rôle de Odarka dans Zaporugues au-delà du Danube de Semen Houlak-Artemovsky, Lisa dans la Dame de pique et Maria dans Mazeppa, Oksana dans  Les Souliers de la reine de Piotr Tchaïkovski. Natacha dans La sirène de Alexandre Dargomyjski.

## Hommages
Un timbre ukrainien à son image fut édité en 2000.

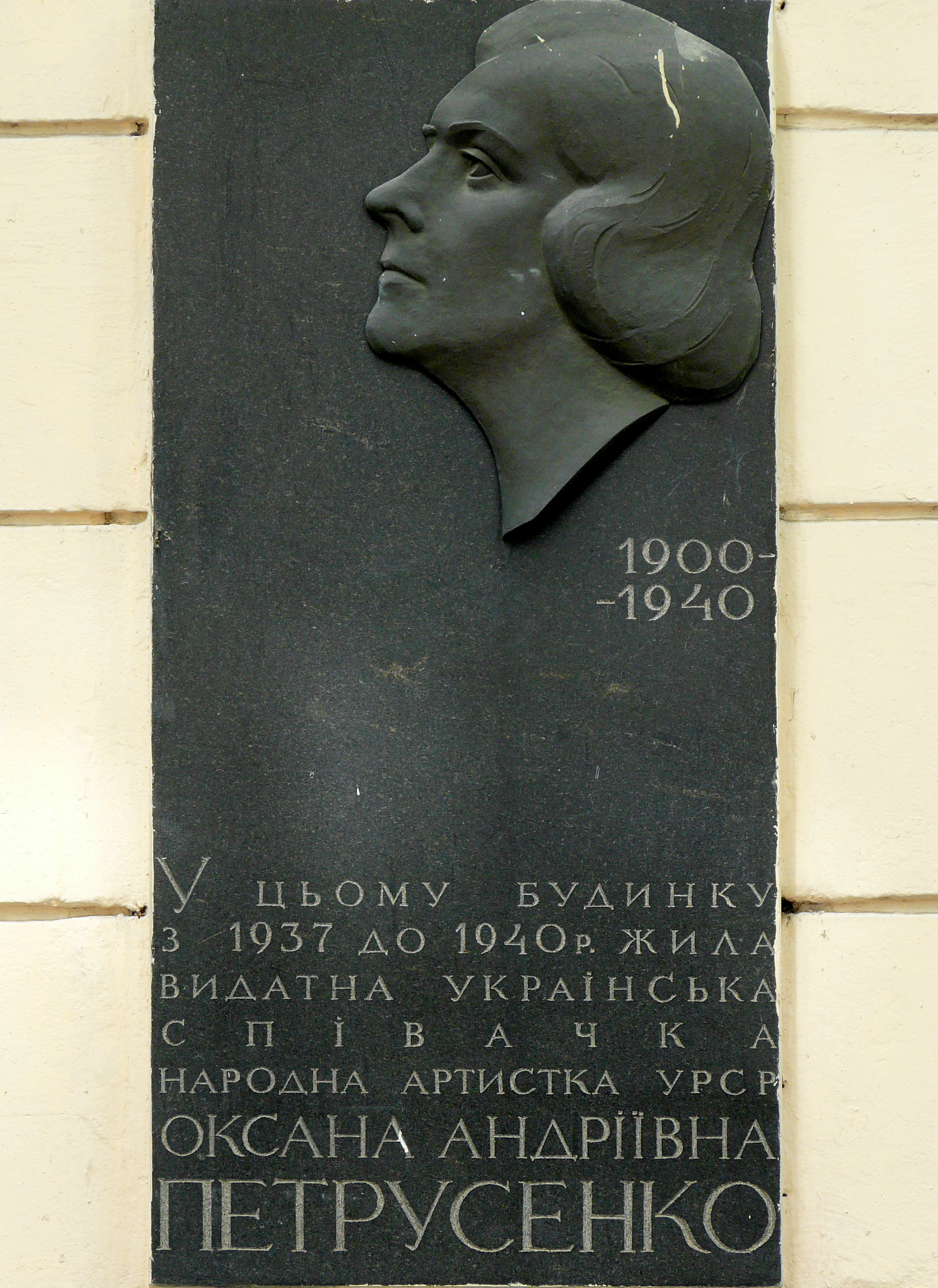
et à Kiev, n°66/1 rue Bohdan Khmelnytsky,
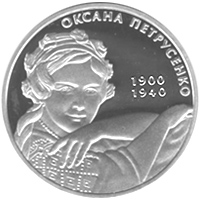
sur pièce ukrainienne,
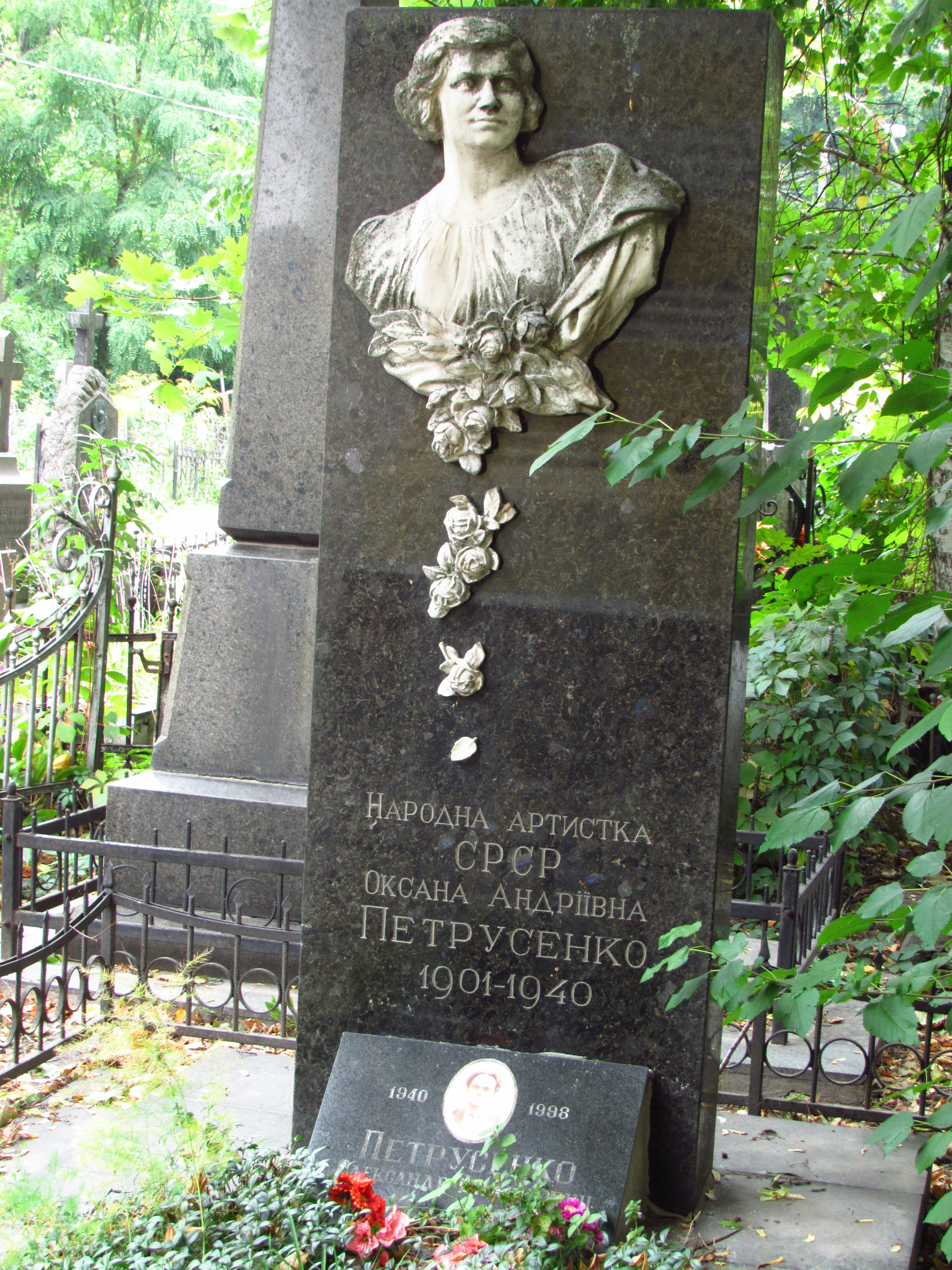
Sa tombe.